# Герб Балезинского района
Герб Балезинского района — официальный символ муниципального образования «Балезинский район». Утверждён в 2001 году, в Государственном геральдическом регистре РФ не зарегистрирован.

## Описание и символика
Описание герба:
Щит трижды пересечён. В центре серебряного поля червлёный (красный) греческий крест с клиновидно раздвоенными плечами, обременённый стилизованным изображением солнечного коня в форме треугольника, окаймленного лазоревыми (синими) линиями с отходящими от его вершин против часовой стрелки тремя лазоревыми лучами. В центре лазоревой главы и чёрной оконечности такие же серебряные кресты меньших размеров
Лазоревый цвет является символом небесного начала и величия; белый — символом чистоты нравственных устоев; чёрный — символом земли и стабильности; красный — цветом солнца и символом жизни. Солярные знаки, по преданию оберегают человека от несчастий. Большой солярный знак является земным воплощением оберегающих сил, малые — космическим. Изображение солнечного коня — символ духовного возрождения.
Герб создан по эскизам художника В.В. Наговицына,

## История
Положение о гербе Балезинского района утверждено решением сессии Балезинского районного Совета депутатов от 11 октября 2001 года №30-177.